# Cassephyra sincera
Cassephyra sincera är en fjärilsart som beskrevs av W. Warren 1907. Cassephyra sincera ingår i släktet Cassephyra och familjen mätare. Inga underarter finns listade i Catalogue of Life.